# Monte Jackson
(en) Statistiques sur pro-football-reference
Monte Carl Jackson (né le 14 juillet 1953 à Sherman) est un joueur américain de football américain.

## Carrière

### Université
Jackson étudie à l'université d'État de San Diego, jouant pour l'équipe de football américain des Aztecs.

### Professionnel
Monte Jackson est sélectionné au second tour du draft de la NFL de 1975 par les Rams de Los Angeles au vingt-huitième choix. Lors de sa première saison, il est titulaire au poste de cornerback, interceptant ses deux premières passes. En 1977, il est le joueur qui intercepte le plus de passes de la saison avec dix et celui qui marque le plus de touchdowns sur des retours d'interception avec trois. Il est sélectionné logiquement pour le Pro Bowl et dans l'équipe de la saison. Après cette saison, il continue de faire du bon travail en interceptant cinq passes.
Il signe en 1978 avec les Raiders d'Oakland, conservant son poste de cornerback titulaire et intercepte deux passes. Après une saison 1979 le voyant peu jouer, il reprend son poste de cornerback titulaire pendant deux saisons avant de devenir remplaçant, entrant en jeu lors de neuf matchs en 1982.
En 1983, il retourne dans l'équipe des Rams mais il ne retrouve pas une place de titulaire et prend sa retraite.